# Zapamtite Vukovar (2008.)
Zapamtite Vukovar hrvatska je dugometražna biografska ratna drama iz 2008. godine redatelja i scenarista Fadila Hadžića o životu i smrti ratnog izvjestitelja Siniše Glavaševića snimljen prema publicističkoj knjizi 91,6 MHz – glasom protiv topova autorice Alenke Mirković Nađ. Nakon izlaska, film je pokupio brojne negativne kritike te se našao na nekoliko popisa najgorih hrvatskih filmova snimljenih nakon nezavisnosti. te ga je Leksikon nezavisnog filma opisao suvremenim ekvivalentom partizanskih filmova iz vremena SFRJ.

## Radnja
U okupiranom Vukovaru za vrijeme devedesetih snage JNA okupljaju hrvatske civile te se pripremaju za izvođenje masovnog čina etničkog čiščenja na Ovčari. Međutim, glavni cilj njihove potrage je pronalazak novinara Siniše Glavaševića, čiji program svjetsku i hrvatsku javnost svakodnevno informira o zločinima neprijateljske vojske.

## Glumačka ekipa
- Saša Anočić kao Siniša Glavašević
- Hrvoje Barišić kao Janko
- Izudin Bajrović kao major JNA
- Barbara Prpić kao Hale
- Ana Begić Tahiri kao Radojka
- Ankica Dobrić kao Zaza
- Csilla Barath Bastajić kao novinarka
- Goran Malus kao ranjenik